# Château de Candillargues
Le château de Candillargues est un édifice du XVIIe siècle recensé à l'Inventaire général du patrimoine culturel.
Il est situé place du Château, à Candillargues, dans le département de l'Hérault.

## Historique
Au XIIIe siècle, le cartulaire de Maguelone mentionne un castrum de Candilhanicis.
Jean de Lauzelergues achète la seigneurie de Candillargues en 1624 et y fait construire le bâtiment visible aujourd'hui. Ce dernier passe par succession  à la famille de La Croix, d'antique noblesse languedocienne, qui le conserve jusqu'après la Révolution.
S'ensuivent, au XIXe siècle, différents propriétaires dont Émile Galtayries qui en fait le centre d'un immense domaine viticole. En 1893 le cellier était composé de 5 caves pouvant contenir 40 000 hectolitres. L'essor et les besoins du domaine influent sur la démographie du village qui passe de 92 habitants en 1851 à 200 en 1887, puis 300 en 1912.
En 1931 et 1935, le domaine est morcelé entre héritiers et vendu à différents acquéreurs. Le château, lui, est divisé en lots dans les années 1980.
À l'intérieur, le monument présente des voûtes d’ogives et un intéressant escalier à volées droites se poursuivant en vis sans jour.

## Situation légale
Le château de Candillargues est une propriété privée. Il fait l'objet d'un recensement à l'Inventaire général du patrimoine culturel.